# Ethan Finlay
Ethan Finlay (Duluth, Minnesota, 1990. augusztus 6. –) visszavonult amerikai válogatott labdarúgó, csatár.

## Pályafutása

### Klubcsapatokban
Finlay a Minnesota állambeli Duluth városában született.
2010-ben mutatkozott be a Chicago Fire U23-as csapatában, ahol összesen 15 mérkőzésen három gólt ért el. A 2012-es szezon kezdete előtt az első osztályban érdekelt Columbus Crewhez igazolt. Először a 2012. március 10-ei, Colorado Rapids elleni mérkőzés 12. percében a lesérült Dilly Dukat váltva lépett pályára. Első gólját a Portland Timbers ellen 3–3-as döntetlennel zárult találkozón szerezte. 
2017 augusztusában a Minnesota Unitedhez szerződött. 2017. augusztus 21-én, a Seattle Sounders ellen 2–1-re elvesztett mérkőzésen debütált és egyben megszerezte első gólját is a klub színeiben.
2021. december 20-án két éves szerződést kötött az Austin együttesével. Először a 2022. február 27-ei, Cincinnati elleni mérkőzés 65. percében Cecilio Domínguez cseréjeként lépett pályára. 2022. március 6-án, az Inter Miami ellen 5–1-re megnyert találkozón kétszer is betalált a hálóba.

### A válogatottban
Finlay 2016-ban debütált az amerikai válogatottban. Először 2016. január 31-én, Izland ellen 3–2-re megnyert barátságos mérkőzésen lépett pályára.

## Statisztikák
2022. október 2. szerint
| Klub             | Szezon   | Osztály        | Bajnokság | Bajnokság | Kupa  | Kupa | Nemzetközi | Nemzetközi | Összesen | Összesen |
| Klub             | Szezon   | Osztály        | Meccs     | Gól       | Meccs | Gól  | Meccs      | Gól        | Meccs    | Gól      |
| ---------------- | -------- | -------------- | --------- | --------- | ----- | ---- | ---------- | ---------- | -------- | -------- |
| Chicago Fire U23 | 2010     | USL League Two | 15        | 3         | —     | —    | —          | —          | 15       | 3        |
| Columbus Crew    | 2012     | MLS            | 15        | 0         | 1     | 0    | —          | —          | 16       | 0        |
| Columbus Crew    | 2013     | MLS            | 19        | 0         | 2     | 0    | —          | —          | 21       | 0        |
| Columbus Crew    | 2014     | MLS            | 31        | 11        | 1     | 0    | —          | —          | 32       | 11       |
| Columbus Crew    | 2015     | MLS            | 39        | 13        | 1     | 1    | —          | —          | 40       | 14       |
| Columbus Crew    | 2016     | MLS            | 34        | 6         | 2     | 2    | —          | —          | 36       | 8        |
| Columbus Crew    | 2017     | MLS            | 19        | 1         | 1     | 0    | —          | —          | 20       | 1        |
| Columbus Crew    | Összesen | Összesen       | 157       | 31        | 8     | 3    | 0          | 0          | 165      | 34       |
| Minnesota United | 2017     | MLS            | 11        | 3         | 0     | 0    | —          | —          | 11       | 3        |
| Minnesota United | 2018     | MLS            | 7         | 2         | 0     | 0    | —          | —          | 7        | 2        |
| Minnesota United | 2019     | MLS            | 34        | 7         | 5     | 1    | —          | —          | 39       | 8        |
| Minnesota United | 2020     | MLS            | 14        | 4         | —     | —    | —          | —          | 14       | 4        |
| Minnesota United | 2021     | MLS            | 30        | 3         | —     | —    | —          | —          | 30       | 3        |
| Minnesota United | Összesen | Összesen       | 96        | 19        | 5     | 1    | 0          | 0          | 101      | 20       |
| Austin           | 2022     | MLS            | 33        | 5         | 1     | 0    | —          | —          | 34       | 5        |
| Összesen         | Összesen | Összesen       | 286       | 55        | 14    | 4    | 0          | 0          | 300      | 59       |

### A válogatottban
| Válogatott       | Év       | Pályára lépés | Gól |
| ---------------- | -------- | ------------- | --- |
| Egyesült Államok | 2016     | 3             | 0   |
| Összesen         | Összesen | 3             | 0   |

## Sikerei, díjai
Columbus Crew
- MLS
  - Döntős (1): 2015

Minnesota United
- US Open Cup
  - Döntős (1): 2019